# Sabine Everts
Sabine Everts (Düsseldorf, 4 maart 1961) is een atleet uit Duitsland.
Op de Wereldkampioenschappen atletiek 1983 werd Everts vierde op de zevenkamp.
Op de Olympische Spelen van Los Angeles in 1984 behaalde ze een bronzen medaille op de zevenkamp.
Op de Olympische Zomerspelen in 1988 kwam ze ook uit de op de zevenkamp.
- World Athletics: 14349444